# Carte de distances
La carte de distances, aussi appelée transformée de distances, est une représentation d'une image numérique. Elle associe à chaque pixel de l'image la distance au point obstacle le plus proche. Ces points obstacles peuvent être les points du contour de formes dans une image binaire.

## Définition
Généralement, la carte de distances est qualifiée avec une métrique donnée. Par exemple, on peut parler de carte de distances euclidiennes, si la métrique utilisée est la distance euclidienne.
Soient (E, d) un espace métrique et S ⊂ E. À chaque élément x de E on associe la valeur DMS(x) définie par
{\displaystyle \mathrm {DM} _{S}^{d}(x)=\min _{y\not \in S}d(x,y)}.
L'ensemble de tous les DMS(x), pour tout x de E est appelé la carte de distances DMS de S.

## Application
Les cartes des distances sont utilisées en traitement d'image (par exemple, effet de flou, squelettisation, distance de Hausdorff) et en robotique.